# Vitória de Samotrácia
A Vitória de Samotrácia, também conhecida como Nice de Samotrácia, é uma escultura que representa a deusa grega Nice (em grego Νίκη, Níkē ou Niké – "Vitória"), cujos pedaços foram descobertos em 1863 nas ruínas do Santuário dos grandes deuses de Samotrácia. Em grego, o seu nome é Níkē tes Samothrakes (Νίκη της Σαμοθράκη).
Fazia parte de uma fonte, com a forma de proa de embarcação, em pedra calcária, doada ao santuário provavelmente pela cidade de Rodes. Ocupa lugar de destaque numa escadaria do Museu do Louvre, em Paris.

## História
Produzida por algum escultor desconhecido, provavelmente ródio, acredita-se que a estátua foi confeccionada entre 220 e 190 a.C.. Quando sua descoberta em 1863, acreditou-se que seu patrocinador teria sido o general e rei Demétrio I da Macedónia, chamado Poliórcetes, após sua vitória em Chipre entre 295 e 289 a.C., mas evidências encontradas em novas escavações mostram que o pedestal foi erguido provavelmente perto do ano 200 a.C. e provavelmente para comemorar uma vitória naval em Rhodes. As semelhanças com figuras e drapeados da vestimenta de esculturas do Altar de Pérgamo (c. 170 a.C.) são grandes.

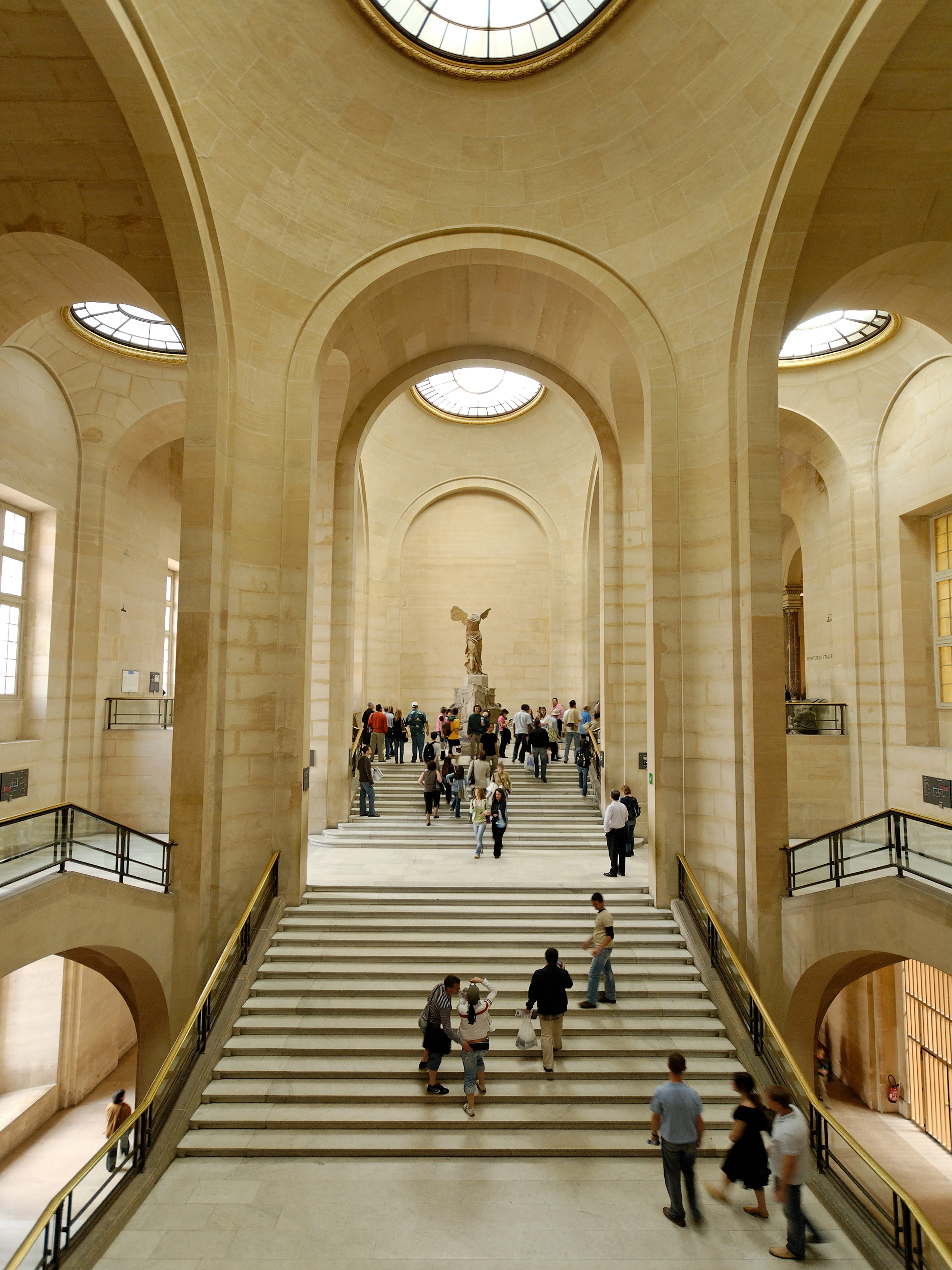
A Escadaria Darú, no Louvre, palco da estátua

A Vitória foi descoberta pelo consul e arqueologista amador francês Charles Champoiseau em abril de 1863, que a enviou para Paris no mesmo ano. Em novas escavações, alguns anos depois, descobriu a proa da embarcação que hoje sustenta a estátua na Escadaria Darú. Em 1948 foi descoberta a mão elevada em saudação, que encaixou em um outro fragmento de dedo existente em Viena, estabeleceu a moderna reconstrução, que repousa no Louvre.

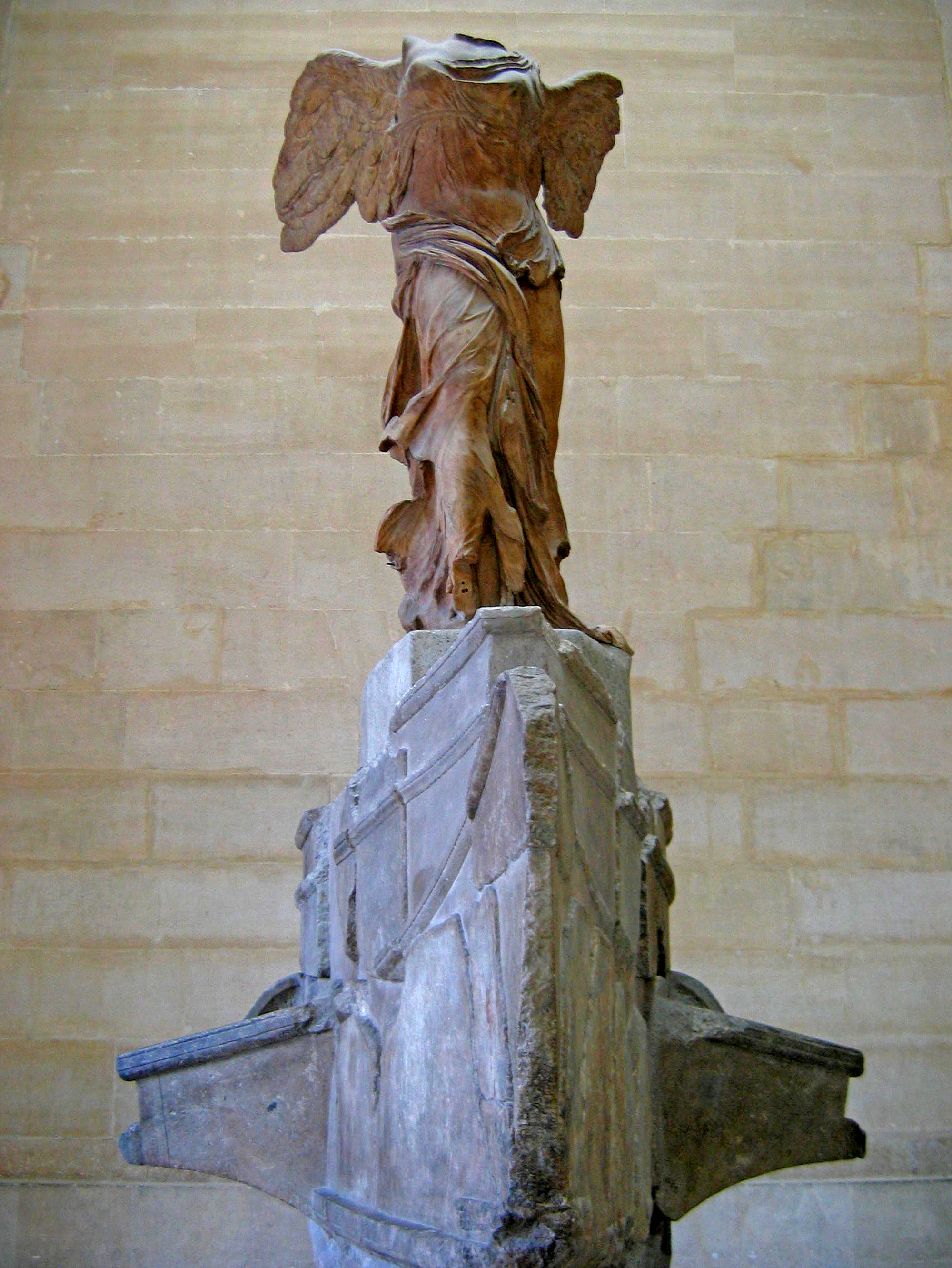
A base em forma de proa
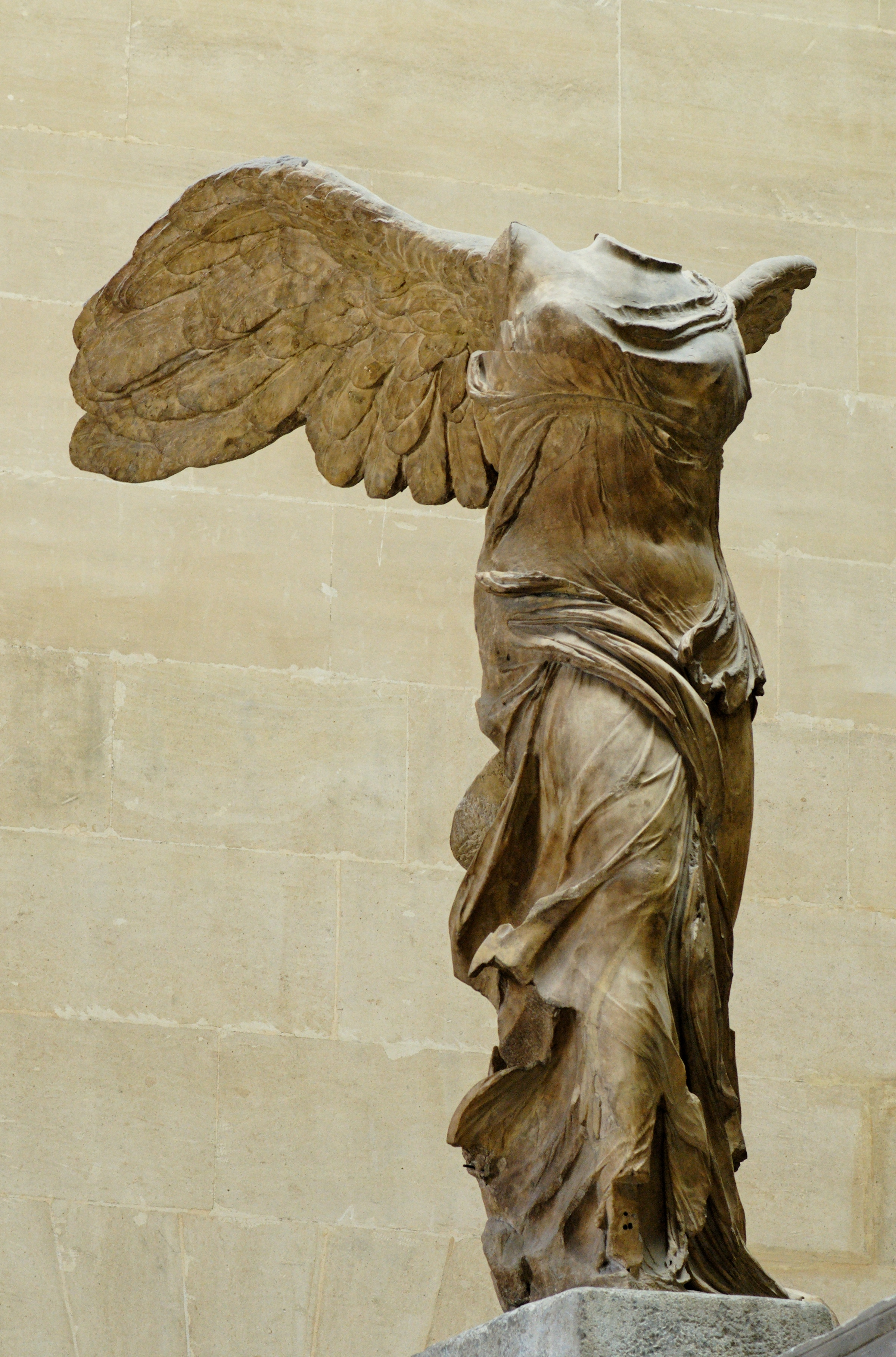
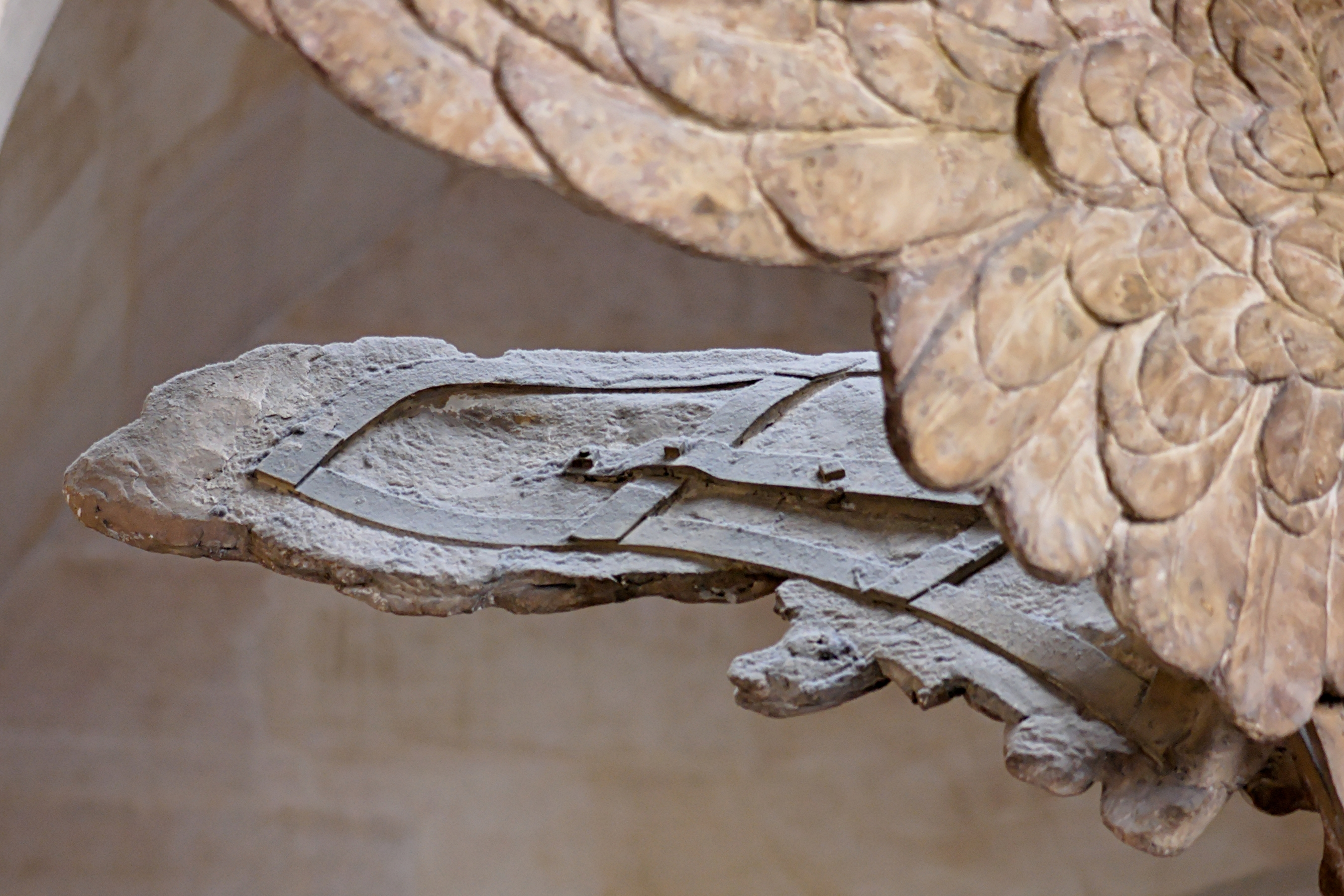
Reforço metálico na asa
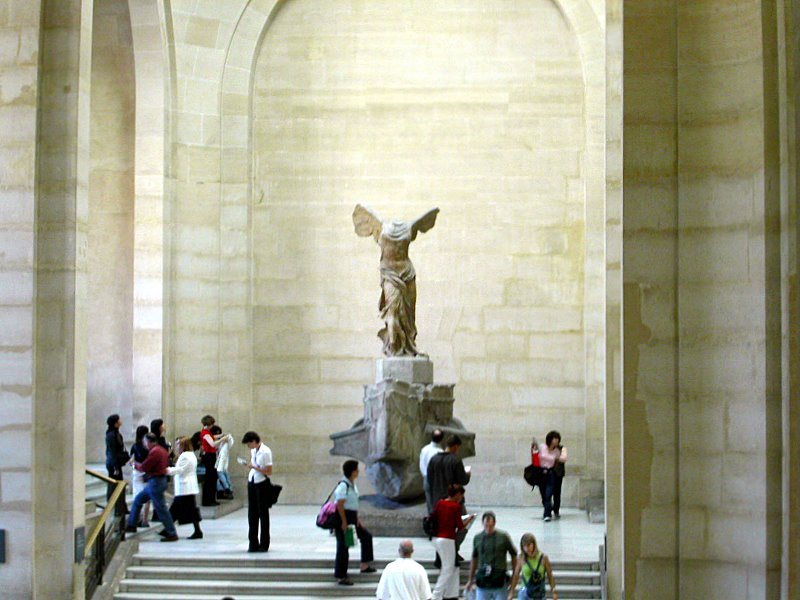
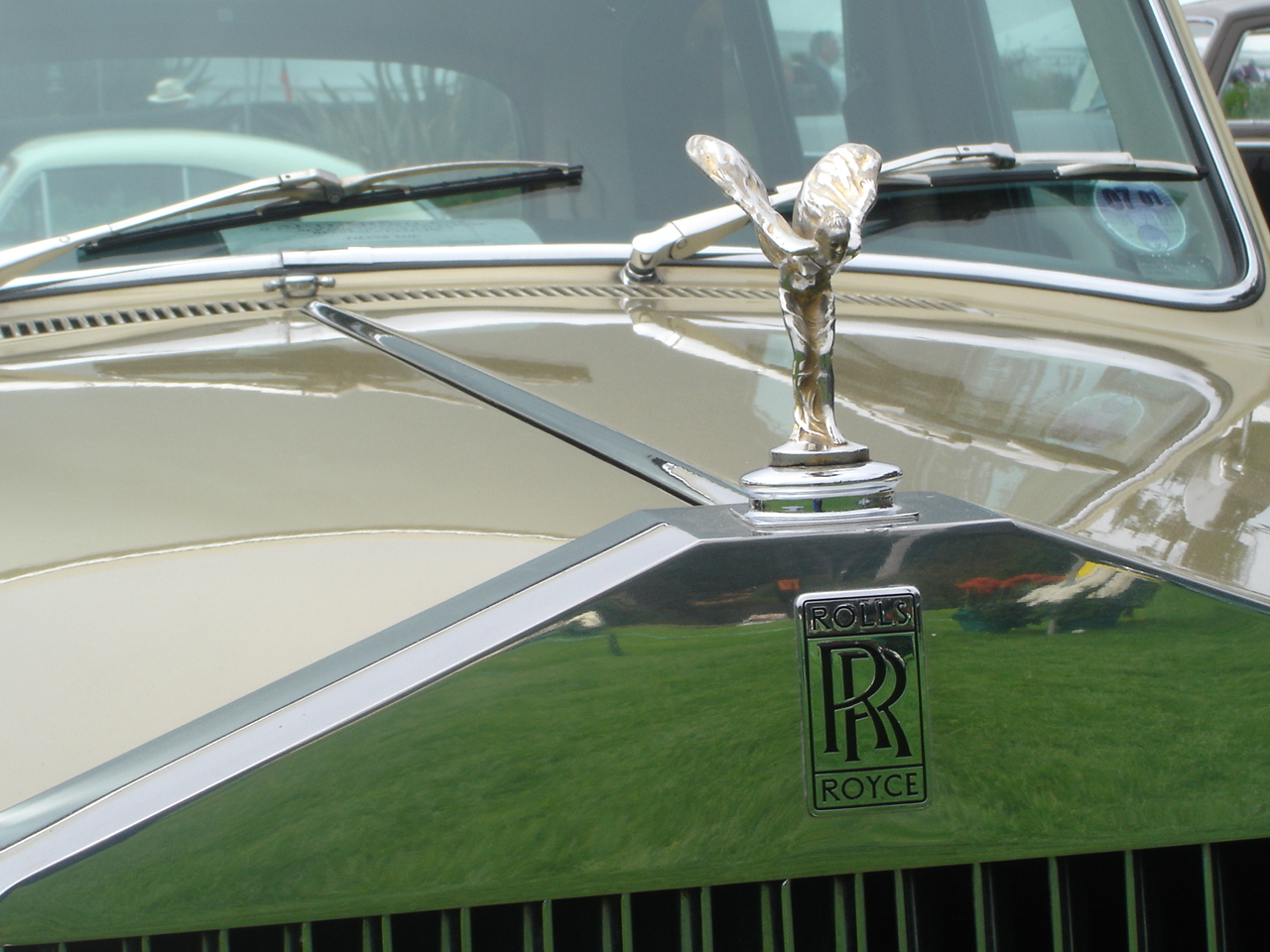
Uma apropriação moderna

## Influência
Apesar dos danos significativos e de estar incompleta, é considerada uma das grandes sobreviventes do período helenístico. Obra de leveza da escultura grega, apesar de sua estrutura maciça, apresenta-se deslizando suavemente, cortando o vento.
Mostra mestria na forma e no movimento, que impressionou críticos e artistas desde sua descoberta. É particularmente admirada por seu naturalismo e pela fina realização dos drapeados.
É considerado um dos grandes tesouros do Louvre.
É também um ícone cultural, explorado por outros artistas em vários contextos. Em seu icônico Manifesto Futurista (1908), por exemplo, Marinetti escreve: "Nós afirmamos que a magnificência do mundo se enriqueceu com uma nova beleza, a beleza da velocidade. Um carro de corrida com seu capô decorado com grossos tubos parecidos a serpentes de hálito explosivo… um automóvel rugidor, que parece correr sobre a metralha, é maisbelo que a Vitória de Samotrácia."

## Restauro
Em 2013-2014 a obra passou por um profundo restauro, no valor de 4 milhões de euros